# 乌鲁木齐市美术馆
乌鲁木齐书画院（乌鲁木齐市美术馆）是中华人民共和国新疆维吾尔自治区乌鲁木齐市水磨沟区的书画院、美术馆。乌鲁木齐书画院成立于1989年，乌鲁木齐市美术馆成立于2004年，两者于2015年正式合并。

## 历史
乌鲁木齐市美术馆于2004年5月23日正式挂牌成立。最初，乌鲁木齐市美术馆馆址位于中华人民共和国新疆维吾尔自治区乌鲁木齐市天山区中山路的新拓大厦6楼。当时的展厅面积1200平方米。当时的展厅设有投影、暗式音箱等设施。展室也可以任意组成新的展厅。开馆时，乌鲁木齐市美术馆举办了“‘丝路情’美术、书法、摄影精品展”，到了2004年年底，乌鲁木齐市美术馆共组织画展30次。2005年9月27日，乌鲁木齐市美术馆由天山区中山路迁往水磨沟区南湖南路。新的美术馆是一栋二层红瓦青砖的独立建筑。建筑正面有4米长的牌匾，为行书“美术馆”三金字。展厅面积1190平方米，分为两个展厅及一个长廊，展板将两个展厅分隔为22个大小不同的空间,展线370米，展墙最高超过3米。因为新馆是新疆维吾尔自治区50年庆的献礼工程，迁往新馆后，首展为回顾新疆维吾尔自治区50年发展的《世纪回眸》书画摄影展。在与乌鲁木齐书画院合并之前有联络部、展览部和办公室3个部门。
乌鲁木齐书画院则于1989年年初成立，分设国画院、油画院、水彩画院、书法篆刻院。2015年年底，乌鲁木齐书画院与乌鲁木齐市美术馆正式合并。全称即乌鲁木齐书画院（乌鲁木齐市美术馆）。乌鲁木齐书画院（乌鲁木齐市美术馆）在2016年，有专职画师10余人，外聘画师超过20人。乌鲁木齐书画院（乌鲁木齐市美术馆）是隶属于乌鲁木齐市文学艺术界联合会的全额拨款事业单位。截止2021年，乌鲁木齐书画院（乌鲁木齐市美术馆）在职员工有5人。共举办超过570场各类展览，累计参观人数300万人次。馆藏作品从2006年的30余件增长到2021年的接近300件。
乌鲁木齐书画院（乌鲁木齐市美术馆）除了展览外，也会举办各类文化活动，如在每年六一国际儿童节之时，举办的乌鲁木齐市中小学生绘画大赛，乌鲁木齐书画院（乌鲁木齐市美术馆）也曾举办免费教授山水画技法的公益讲座以及在不同社区举办传统文化公益大讲堂等活动。

## 部分展览图片
|  |